# ريكاردو أرمبراستر
ريكاردو أرمبراستر (بالإسبانية: Ricardo Armbruster)‏ هو عالم بيئة وشخصية أعمال إسباني، ولد في 1944 في مدريد في إسبانيا، وتوفي في أبريل 1976 في ريباديسيا في إسبانيا بسبب غرق.